# Trebor Healey
Trebor Healey (* 1962 in San Francisco) ist ein US-amerikanischer Schriftsteller.

## Leben
Healey wuchs in Seattle auf. Er studierte an der University of California, Berkeley, Kreatives Schreiben und Anglistik. Als Autor verfasste Healey mehrere Romane, Kurzgeschichten, Anthologien und Werke der Poesie.
Als junger Mann lebte er in San Francisco, wo er in der Spoken-Word-Szene der späten 1980er und frühen 1990er Jahre aktiv war und fünf Gedichtbände sowie zahlreiche Gedichte und Kurzgeschichten in verschiedenen Zeitschriften, Journalen, Anthologien und Zines veröffentlichte.
Im Jahr 2004 gewann Through It Came Bright Colors den Ferro-Grumley-Preis, den Fiction Award und den Violet Quill Award. Gay Today ernannte ihn außerdem zu einem der zehn besten Romane des Jahres 2003. Die Kurzgeschichte The Mercy Seat wurde bei den storySouth Million Writers Awards als eine der zehn besten Geschichten des Jahres 2004 nominiert. 2013 erhielt er den Ferry-Grumley-Preis erneut, diesmal für A Horse named Sorrow.
Healey ist offen schwul und lebt in Los Angeles.

## Werke (Auswahl)

### Romane
- Through It Came Bright Colors, 2003 (Haworth Press, ISBN 978-1-56023-452-4)
- Faun, 2012 (Lethe Press, ISBN 978-1-59021-385-8)
- A Horse Named Sorrow, 2012 (University of Wisconsin Press, ISBN 978-0299289706)

### Kurzgeschichten
- A Perfect Scar and Other Stories, 2007 (Haworth Press, ISBN 978-1-60864-000-3)
- Eros & Dust, 2016 (Lethe Press, ISBN 978-1590216521)
- Falling, 2019 (University of Wisconsin Press, ISBN 978-0299324704)

### Poesie
- Sweet Son of Pan, 2006 (Suspect Thoughts Press, ISBN 978-0-9771582-1-8)

### Anthologien
- Beyond Definition: New Writing from Gay and Lesbian San Francisco, 1994 (Manic D Press, ISBN 978-0-916397-30-2). Co-Editor mit Marci Blackman
- Queer and Catholic, 2008 (Taylor & Francis, ISBN 978-1-56023-713-6). Co-Editor mit Amie Evans

## Auszeichnungen und Preise (Auswahl)
- 2004 Ferry-Grumley-Preis für Through It Came Bright Colors
- 2013 im Rahmen des Lambda Literary Awards den Dr. James Duggins Mid-Career Novelist Prize
- 2013 Ferry-Grumley-Preis für A Horse named Sorrow